# 길례르미 토우두
길례르미 아마라우 토우두(브라질 포르투갈어: Guilherme Amaral Toldo, 1992년 9월 1일~)는 브라질의 플뢰레 펜싱 선수이다. 2012년 하계 올림픽에서 그는 남자 플뢰레 개인전에 출전하였으나 32강전에서 미국의 레이스 임보덴에 5-15로 패하며 탈락하였다.